# Albrecht Schlee
Albrecht Schlee (* 25. August 1910 in Lendershausen; † 14. Juni 1990 in Bayreuth) war ein deutscher Politiker (CSU). Mit einer zweijährigen Unterbrechung war er von 1957 bis 1972 Mitglied des Deutschen Bundestages.

## Leben
Schlee besuchte das Franz-Ludwig-Gymnasium Bamberg und das Casimirianum Coburg. Er machte 1930 das Abitur und begann ein  Philologiestudium an der  Friedrich-Alexander-Universität Erlangen. 1931 wechselte er an die  Ludwig-Maximilians-Universität, wo er Rechtswissenschaft studierte und im Corps Hercynia München aktiv wurde. Nach kurzer Zeit wechselte er an die Universität Genf, an der er 1935 das Erste und 1939 das Zweite Staatsexamen absolvierte. Zum 1. Mai 1937 war er in die NSDAP eingetreten (Mitgliedsnummer 3.971.382). Nach einigen Wochen als Gerichtsassessor wurde er als Soldat eingezogen. Nachdem er 1941 schwer verwundet worden war, wurde er 1943 aus der Kriegspflicht entlassen. Er war anschließend bis 1945 Richter am Landgericht Würzburg, ab 1947 an Gerichten in Hofheim in Unterfranken und Bamberg. Im Jahr 1953 wurde er zum Landgerichtsrat in Bayreuth berufen und im März 1962 zum Landgerichtsdirektor am Landgericht Nürnberg-Fürth befördert.

## Politik
Schlee war 1946, kurz nach dem Ende des Zweiten Weltkrieges, in die CSU eingetreten, für die er sich im Bezirkstag von Oberfranken betätigte. Bei der Bundestagswahl 1957 wurde er im Bundestagswahlkreis Bayreuth direkt ins Parlament gewählt, dem er für diese Legislaturperiode bis 1961 angehörte. Da er bei der Bundestagswahl 1961 diesen Erfolg nicht wiederholen konnte, schied er aus dem Parlament aus. Erst am 15. Februar 1963 rückte er über die bayrische Landesliste für den ausgeschiedenen Abgeordneten Hans Schütz in den Bundestag nach. Bei den beiden folgenden Bundestagswahlen 1965 und 1969 wurde er im Wahlkreis Bayreuth wieder direkt in den Bundestag gewählt. Während er in seiner ersten Amtszeit noch als ordentliches Mitglied dem Rechtsausschuss des Deutschen Bundestages, dem Ausschuss für Kriegsopfer- und Heimkehrerfragen und dem Finanzausschuss angehörte, war er in seiner zweiten und dritten Wahlperiode nur noch ordentliches Mitglied des Finanzausschusses. In seiner letzten Wahlperiode war er nur noch stellvertretendes Mitglied des Finanzausschusses, dafür dann ordentliches Mitglied im Ausschuss für Wahlprüfung, Immunität und Geschäftsordnung, sowie im Wahlprüfungsausschuss. Als stellvertretendes Mitglied gehörte er in seiner ersten Wahlperiode zudem noch bis Juli 1959 dem Haushaltsausschuss und dem Außenhandelsausschuss an, in seiner dritten Wahlperiode war er zudem noch stellvertretendes Mitglied des Verteidigungsausschusses.
Schlee war Vertreter für Oberfranken der Hilfsgemeinschaft auf Gegenseitigkeit der Angehörigen der ehemaligen Waffen-SS und forderte 1965 eine Änderung des Traditionserlasses, um Beziehungen zwischen Bundeswehr und ehemaligen Angehörigen der Waffen-SS zu ermöglichen.

## Ehrungen
- Verdienstorden der Bundesrepublik Deutschland, Großes Bundesverdienstkreuz (1972)